# Грейвс, Майкл
Майкл Грейвс (англ. Michael Graves, 9 июля 1934, Индианаполис — 12 марта 2015, Принстон) — американский архитектор и дизайнер. Кавалер Золотой медали Американского института архитектуры (2001).

## Биография
Родился и окончил школу в Индиане, с детства увлекался рисованием. Степень бакалавра Грейвс получил в университете Цинциннати, а магистра — в Гарварде, после чего два года провёл в Риме. В 1964 г. архитектор появился в Принстоне, где основал бюро и впоследствии занялся преподаванием. Вместе с П. Айзенманом, Р. Мейером и другими он входил в «Нью-Йоркскую пятёрку», стремившуюся создать «чистый модернизм» на основе ранних работ Ле Корбюзье.
Грейвс весьма плодовит и как архитектор, и как дизайнер. За его услугами обращались компании Target Corporation и Alessi, Виргинский университет и Детройтский институт искусств, Walt Disney Studios и нидерландское министерство здравоохранения. В 2003 году Майкла постиг частичный паралич, но он продолжил работу.
Умер 12 марта 2015 года у себя дома в Принстоне.

## Некоторые сооружения
| Изображение | Название                                       | Год постройки |
| ----------- | ---------------------------------------------- | ------------- |
|             | Хумана-Билдинг, Луисвилл                       | 1982          |
|             | Портленд-Билдинг, Портленд                     | 1982          |
|             | Международная финансовая корпорация, Вашингтон | 1987          |
|             | Национальный музей первобытных культур Тайваня | 2001          |